# Чёлохово (Московская область)
Чёлохово — деревня в муниципальном округе Егорьевск Московской области России.

## География
Расположена на правой стороне р. Десны, притока р. Гуслицы, в 6 км к юго-западу от Егорьевска, на трассе Егорьевск — Воскресенск.

## История
Впервые упоминается в писцовой книге Московского уезда писца Афанасия Отяева и подьячего Василия Арбенева (1631—1633 гг..): «…деревня Чехлова Исаково тож, а в ней крестьян:
во дворе Левка Микифоров на пол-пол-пол-трети выти.
Во дворе Яшка Гордеев.
Во дворе Ивашко Федосеев.
Во дворе Петрушка Федосеев.
Да бобыльских дворов:
Двор Ромашка Матвеев.
Двор Устинка Малофеев.
Да место дворовое.
Пашни паханые худые земли 15 четвертей, да перелогу четверть, да лесом поросло 40 четвертей, сена 30 копен, сенокосных порослей в длину две версты, а поперег верста. В живущем пол-выти без трети выти, а в пустее три выти». В то время деревня входила в состав дворцовой Гуслицкой волости.
Следующее упоминание в писцовой книге Московского уезда писца Ивана Михайловича Долгорукова и подьячего Дмитрия Молчанова (1646 г.):
«…деревня Чехлова Исакова тож, а в ней крестьян:
во дворе Петрушка Федосеев.
Во дворе Васка Полуектов с пасынком с Самошкою Олексеевым.
Во дворе вдова Улитка Устинова жена Малафеева с сыном с Осташкою.
Во дворе Юрка Малафеев с сыном с Тимошкою.
Да бобылей:
Во дворе Левка Микифоров.
Во дворе Семка Карпов».
Далее упоминается в писцовой книге Московского уезда писца Ивана Максимовича Меньшого Афросимова и подьячего Ивана Васильева (1675 г.): «…деревня Чехлова Исакова тож, у болота, а в ней крестьян:
Во дворе вдова Домна Васкина жена Симонова. У ней пасынок Микитка Микитин — 5 лет. Васильевы дети. На пол-пол-пол-трети выти.
Во дворе Наумко Петров. У него дети Трофимко — 10 лет, Обросимко — 2 лет. На пол-пол-пол-трети выти.
Во дворе Филька Иванов. У него дети Еремка — 10 лет, Мартинко — 3 лет. Кормятся Христовым именем.
Во дворе бобыль Онашка Федосеев. У его дети Ивашко — 7 лет, Самсонко — 4 года.
Во дворе Оска Тимофеев. У него братья Мишка — 8, Игнашка — 4, Микишка — 2. Кормятся Христовым именем.
Во дворе Кирюшка Юрьев. У него сын Микишка — 5 лет. На пол-пол-пол-трети выти.
Во дворе Филька Панкратьев. Сын Першка. У него дети Исайко — 9 лет, Афонка — 5 лет, Якушка — 2 года. На пол-пол-трети выти.
Во дворе Петрушка Леонтьев. Дети Микитка — 15 лет, увечен, Евсеенко — 10 лет. На пол-пол-пол-трети выти.
Под дворами и огородами усадебной земли десятина. Животинного выпуску две десятины. Пашни паханные худые земли 12 четвертей, перелогу 6 четвертей, да лесом поросло 42 четверти. В поле о двух потомуж. Сена по заполью 100 копен. Сенокосные поросли 10 десятин, хмельнику полчетверти десятины. Лесу пашенного 22 десятины, да непашенного в длину на пол-трети версты поперег на версту без пол-пол-трети выти. В живущем четь выти, а в пусте две выти с полувытью».
В 1710 году в составе Гуслицкой волости передана во владение светлейшему князю А. Д. Меншикову.
Подворовая перепись, проведенная в этом же году, отметила в деревне 11 крестьянских дворов, а в них 36 мужчин и 37 женщин.
Следующая перепись — Ландратская (1716—1717 гг.) — подтвердила наличие 11 дворов, но в то же время отметила в них всего 23 мужчины и 23 женщины. Результаты переписи считаются неудовлетворительными, так как показывают значительную утайку податных крестьянских душ. Тем не менее, перепись представляет значительный интерес, поскольку в ней впервые зафиксированы крестьянские фамилии — Качалины, Стулцовы (впоследствии Стуловы), Липовиновы, Юрины (впоследствии Комаровы), Лашкины (впоследствии Лашковы), Шипчины, Макаренковы.
Неудовлетворительные результаты Ландратской переписи, вскрывающие катастрофическое сокращение податных дворов, заставили Петра I издать указ, которым предписывалось «взять сказки у всех, чтобы правдивые принесли — сколько у кого в которой деревне душ мужеского пола…» По результатам Первой Ревизской Сказки 1721 года, в деревне было 19 дворов, а в них 51 житель мужского пола.
После смерти Петра I над Меншиковым сгустились тучи — он попал в опалу. Его сослали на Урал, где он и скончался. В июне 1728 года Гуслицкая волость была отобрана и передана императором Петром II камергеру Степану Васильевичу Лопухину. В переписи этого года говорится: «…деревня Челхова у болота. В ней 19 дворов, мужчин 78, женщин 72. Скота: лошадей — 27, коров — 34, телок — 18, овец — 56, свиней — 10, кур русских — 74».
В 1743 году Лопухиных обвинили в государственной измене и сослали в Сибирь. Гуслицкая волость вновь перешла в дворцовое ведомство. В описи недвижимого имения бывшего генерал-поручика Степана Лопухина говорится: «…в деревне Челхове 19 дворов. В них крестьян мужеска полу 71, женска 70. Тягла под ними 84 пула. Платят в год подушных денег 32 рубля 13 копеек, оброчных 36 рублей 19 копеек. Ржи сеют в год на пул по осмине, итого 42 четверти. Ярового потомуж. Сена косят на пул по 5 копен, итого 420 копен. Хмеля збирают на пул по 20 фунтов, итого 42 пуда».
По результатам Второй Ревизской Сказки 1744—1747 года в деревне был 21 двор и 87 душ мужского пола.
Южную часть Гуслиц с сельцом Гвоздною и селениями Чёлохово, Панкратовская, Горшково купил в 1769 г. известный горнозаводчик Никита Никитович Демидов (1728—1804). По некоторым сведениям, он вывез из Гуслицкой волости на Урал 635 душ.
С образованием г. Бронницы и Богородска в 1781—1782 гг. селения Гуслицкой волости размежевались — южные д. Чёлохово и Мосягино отнесены были к Бронницкому уезду, но в начале следующего века присоединены к Богородскому уезду.
Бездетный Демидов завещанием оставил Гуслицкие имения жене своего двоюродного племянника Петра Григорьевича Екатерине Алексеевне. Но та из-за финансовых затруднений продала 15 деревень в 1794 г. вдовствующей действительной камергерше Ольге Александровне Жеребцовой (1766—1849), которой приходилась золовкой.
По сведениям 6-й ревизии, в 1811 году, накануне войны с французами, в деревне было 35 дворов, в них 173 мужчины. Женщины в этой ревизской сказке не учитывались. Средний возраст жителей составлял на тот момент 24,5 лет.
В 1850 году (по сведениям 9 ревизии) в деревне было 80 дворов, в них 189 мужчин и 238 женщин. Старейшими жителями деревни были Кирилла Никитин Шиленков (79 лет), Иван Федулов Стулов (73 года), Василий Филиппов Бирюков (72 года), Савелий Никитин Шиленков (72 года). Самой распространенной фамилией в деревне была фамилия Лашковых.
В книге «Списки населенных мест Российской Империи» (1862) указано: "Деревня Чолхово (или Чохлово). По правую сторону Коломенского тракта. При колодце. 68 верст до уездного города, 14 до становой квартиры. 67 дворов, 182 мужчины, 234 женщины. Одна раскольничья часовня".
В 1871 году в деревне произошёл крупный пожар, выгорело 23 хозяйства. При этом в селении существовала развитая противопожарная организация, было выкопано 4 пруда и 8 колодцев.
В книге «Сведения о селениях и жителях Московской губернии. Т. 1. Богородский уезд» (1873) говорится, что Чёлохово имело приход в селе Гуслицы в церкви Воскресения Христова. В то время в деревне насчитывалось 80 дворов, в них 193 мужчины и 238 женщин. Грамотных 60 мужчин и 15 женщин. У крестьян имелось 42 лошади, 62 коровы, 15 овец. Действовало одно пуговичное заведение. 90 мужчин и 103 женщины занимались ткачеством. В отходе было 19 человек. В деревне стояла раскольничья часовня.
В 1919 году в деревне был образован сельский совет. С 1922 года Чёлохово в составе Ильинской волости вошла в Егорьевский уезд Московской губернии. В 1930 году в Чёлохове был создан колхоз, в который вошли 80 из 131 хозяйства. Председателем колхоза долгое время был Варфоломей Мминовьевич Морозов, промколхозом руководил Н. П. Киселёв.
Входит в состав муниципального образования «Городское поселение Егорьевск».

## Демография
Население — 183 человека (2010).
| 1926 | 2002 | 2006 | 2010 |
| ---- | ---- | ---- | ---- |
| 653  | ↘161 | ↗183 | →183 |

## Старообрядчество
После реформ, проведённых Патриархом Никоном в 1653 году, значительная часть населения Гуслицкой волости осталась старообрядческой по поповскому согласию.
По сведениям 1741 года, в Чёлохово к расколу относилось 5 хозяйств. 14 хозяйств придерживались православного вероисповедания. С течением времени количество православных семей уменьшалось, а старообрядческих — росло.
Соотношение православных и старообрядческих семейств в деревне представлено в таблице:
| Год  | Православных | Старообрядческих |
| ---- | ------------ | ---------------- |
| 1741 | 14           | 5                |
| 1746 | 14           | 7                |
| 1765 | 8            | 18               |
| 1769 | 8            | 20               |
| 1772 | 6            | 18               |
| 1780 | 6            | 26               |
| 1790 | 2            | 31               |

В 19 веке все население деревни придерживалось старой веры.
В «Ведомости о состоящих в Москве и её губернии старообрядческих и раскольничьих часовнях и моленных» за 1826 год, сказано, что в деревне стоит моленная, построенная «без дозволения властей» и существующая «с давнего времени». Старообрядческая моленная просуществовала в Чёлохово до 1940 года.
В 1867 году священник Воскресенской церкви с. Гуслиц Димитрий Кудрявцев донес, что «Чолоховский раскольнический лжесвященник Диамид Федоров (Авдеев) в праздник преполновения сего года делал из часовни своей деревни на речку крестный ход на которой и освящал воду при многочисленном собрании раскольников».
4 сентября 1895 года жители Чёлохово обратились к московскому губернатору с просьбой разрешить им необходимый ремонт моленной. В прошении отмечается, что «означенный молитвенный дом, существующий уже 80 лет, действительно пришел в ветхость и представляется даже не безопасным для молящихся раскольников в деревни Чёлоховой, приемлющих священство и пользующихся этим молитвенным домом (485 человек)… Раскольники к православию относятся хорошо, совращать в раскол не стараются и в соблазнительном публичном оказательстве расколу замечены не были».
Жители деревни принимали участие во Всероссийском Съезде крестьян-старообрядцев в 1906 году. С докладом выступил уполномоченный Максим Казаков.
Рядом с деревней, на месте древней церкви Св. Никиты в погосте Гвоздна, существовал «святой источник». В начале XX в. у источника стали проходить молебны и богослужения, на которые приезжали старообрядческие священники и дьяконы. Журнал «Старообрядческая мысль» (1911 г.) назвал эту местность «обителью мира».
В период фосфоритных разработок источник разрушили.
В 2003 году по проекту художника А. В. Хлебникова мастерами В. А. Зейфером и В. Н. Марковым в лесу, рядом с деревней, на отвале карьера, напоминающем по форме курган, была воздвигнута новая старообрядческая часовня. Освящение было совершено старообрядческими священниками о. Василием Кадочниковым (г. Егорьевск) и о. Алексеем Михеевым (село Устьяново), а также диаконом Константином Титовым (г. Орехово-Зуево) при большом стечении старообрядцев из окрестных деревень, Егорьевска, населенных пунктов Орехово-Зуевского и Воскресенского районов. Новая часовня выстроена на расстоянии примерно 1 км от прежней часовни Никиты Великомученика в Гвоздне (1904, архитектор П. В. Харко), сломанной в 1930-х годах. На месте старой часовни выстроена дача с остроконечной крышей, напоминающей церковь или колокольню. Это место точно указал в начале 2000-х годов бывший лесник Л.М.Баринов из деревни Горшково. Летом 2020 года, в сырую дождливую погоду, новая часовня сгорела дотла при загадочных обстоятельствах.
В непосредственной близости от часовни лежит огромный моленный камень (шокшинский песчаник) необычной формы, напоминающей саркофаг. За камнем, в ельнике — резной столбец с иконой Святого Никиты, покрытый крышей. 28 сентября, в День Святого Никиты, у камня проводятся молебны местных старообрядцев.

## Промыслы
В конце 19 века в Чёлохово действовало 6 медных заведений (А. Т. Казакова, С. А. Стулова, И. А. Стулова, М. М. Гордеева, Е. Т. Горбатенкова, С. Я. Гордеева) и 3 пуговичных заведения (А. Т. Казакова, П. Г. Казакова, У. Г. Морозова). Практически все население занималось ткачеством и выращиванием хмеля.
В медных заведениях изготавливались преимущественно металлические пуговицы и части конской сбруи.
Особое место занимало производство роговых пуговиц. В поселённых ведомостях за 1878 году написано «Первый завел мастерскую Прокофий Григорьевич Казаков. С него пример взяли и другие, видя, что это приносит хорошую пользу. Рога покупаются преимущественно в степях Рязанской губернии. Копыта — в разных городах, Москве, Петербурге и др. Рога бараньи продаются за 100—200 рублей с лишком. Пуговицы идут к мужским и дамским платьям. Есть до 50 сортов. Пачка 12 дюжин пуговиц стоит от 15 копеек до 2 рублей, смотря по величине и работе, а также и по качеству рога (молодой рог дороже). На 12 дюжин пуговиц в 2 рубля ценою пойдет 12 бараньих рогов, весом 3 фунта. Сначала режут рога, потом пускают на прутки, дальше срезку делают и определяют, что идет в дело, затем уплотняют в машинный манер, который уже находится готовый в машине, потом оправляют и сверлят. Затем полируют, нашивают на карту. Единовременно должно быть занято 8 человек. В день все они могут сделать 10 пачек».
В начале 20 века пуговичные заведения были объединены в артель «Пуговичник».
Большая часть кустарей и их потомков была репрессирована в 1930-е годы.